# Natalia Jiménez
Natalia Jiménez (Madrid, 29 dicembre 1981) è una cantautrice spagnola.

## Carriera artistica
Natalia Altea Jiménez Sarmento iniziò la sua carriera musicale all'inizio degli Anni 2000 come cantante della band spagnola La Quinta Estación. Il suo primo album da solista, intitolato con il suo nome, venne pubblicato nel giugno del 2011.
La sua voce potente e la sua versatilità musicale ne hanno fatto una delle artiste più note del pop in spagnolo. Ha vinto numerosi premi tra i quali, nel 2010 con La Quinta Estación, il Grammy award nella categoria Best pop latin album. Nel corso della propria carriera ha venduto milioni di dischi in tutto il mondo, ed è stata conduttrice di varie trasmissioni televisive sia in Messico che negli Stati Uniti; ha anche inciso duetti con varie stelle della musica latina tra le quali Marc Anthony, Ednita Nazario, Daddy Yankee e Ricky Martin.

## Discografia

### Album in studio come solista
| Titolo                       | Dettaglio sull'album                                                  | Billboard     | Billboard        | Billboard        | Vendite/certificazioni                           |
| Titolo                       | Dettaglio sull'album                                                  | Billboard 200 | Top Latin Albums | Latin Pop Albums | Vendite/certificazioni                           |
| ---------------------------- | --------------------------------------------------------------------- | ------------- | ---------------- | ---------------- | ------------------------------------------------ |
| Natalia Jiménez              | - Pubblicazione: 20 giugno 2011 - Formati: CD, digitale               | —             | 4                | —                | - Stati Uniti: 3,000                             |
| Creo en Mi                   | - Pubblicazione: 17 marzo 2015 - Formati: CD, digitale                | 157           | 2                | 2                | - Stati Uniti: 4,000                             |
| Homenaje a La Gran Señora    | - Pubblicazione: 9 dicembre 2016 - Formati: CD, digitale              | —             | 2                | 2                |                                                  |
| México de Mi Corazón         | - Pubblicazione: 30 agosto 2019 - Formati: CD, download, streaming    | —             | —                | —                | - AMPROFON: Platinum - RIAA: Gold (cat. "Latin") |
| México de Mi Corazón, Vol. 2 | - Pubblicazione: 10 settembre 2021 - Formati: CD, download, streaming | —             | —                | —                |                                                  |

### Album in studio con La Quinta Estación
| Anno | Titolo                                                                                               | Posizione in classifica | Posizione in classifica | Posizione in classifica | Vendite/certificazioni                                                              |
| Anno | Titolo                                                                                               | Stati Uniti             | Messico                 | Spagna                  | Vendite/certificazioni                                                              |
| ---- | --- | ----------------------- | ----------------------- | ----------------------- | ----------------------------------------------------------------------------------- |
| 2001 | Primera Toma - Primo album in studio - Pubblicazione: 3 dicembre 2001 - Formati: CD                  | -                       | -                       | -                       |                                                                                     |
| 2004 | Flores de Alquiler - secondo album in studio - Pubblicazione: 22 giugno 2004 - Formati: CD, digitale | 7                       | 5                       | -                       | - AMPROFON: Platinum+Gold - RIAA: 2× Platinum)                                      |
| 2006 | El Mundo Se Equivoca - 3rd studio album - Pubblicazione: 22 agosto 2006 - Formati: CD, digitale      | 13                      | 4                       | 3                       | - AMPROFON: Platinum+Gold - PROMUSICAE: 2× Platinum - RIAA: Platinum (cat. "Latin") |
| 2009 | Sin Frenos - Quarto album in studio - Pubblicazione: 17 marzo 2009 - Formati: CD, digitale           | 1                       | 3                       | 2                       | - AMPROFON: Gold - PROMUSICAE: Gold                                                 |

### Raccolte e live
| Anno | Titolo | Posizione in classifica | Posizione in classifica | Posizione in classifica | Vendite/certificazioni |
| Anno | Titolo | Stati Uniti             | Messico                 | Spagna                  | Vendite/certificazioni |
| ---- | --- | ----------------------- | ----------------------- | ----------------------- | ---------------------- |
| 2005 | Acústico - Primo album live - Pubblicazione: 1 novembre 2005 - Formati: CD/DVD                                    | 28                      | -                       | -                       | - AMPROFON: Platinum   |
| 2007 | La Quinta Estación (La Caja) - Greatest hits collection - Pubblicazione: 27 novembre 2007 - Formati: CD, digitale | -                       | -                       | -                       |                        |

### Altre partecipazioni
- 2002 - Clase 406 (colonna sonora)
- 2002 - Tributo a los Hombres G (tributo all'omonima band messicana)
- 2006 - Now Esto Es Musica! Latino (raccolta)
- 2015 - La Voz Kids (programma televisivo messicano)
- 2018 - La Voz... México (programma televisivo messicano)

### Singoli come solista
| Titolo                       | Anno | Billboard       | Billboard     | Billboard       | Album                        | Certificazioni                                           |
| Titolo                       | Anno | Hot Latin Songs | Latin Airplay | Latin Pop Songs | Album                        | Certificazioni                                           |
| ---------------------------- | ---- | --------------- | ------------- | --------------- | ---------------------------- | -------------------------------------------------------- |
| "Por Ser Tu Mujer"           | 2011 | 36              | 36            | 19              | Natalia Jiménez              |                                                          |
| "Creo en Mi"                 | 2014 | 12              | 4             | 2               | Creo en Mi                   |                                                          |
| "Quédate Con Ella"           | 2015 | 17              | 8             | 4               | Creo en Mi                   |                                                          |
| "Algo Brilla en Mi"          | 2015 | 44              | 19            | 13              | Creo en Mi                   |                                                          |
| "Querida Socia"              | 2017 | —               | 40            | 22              | Homenaje a la Gran Señora    |                                                          |
| "Una Mentira Más" (con Yuri) | 2019 | —               | —             | —               | Non compreso in album        |                                                          |
| "Qué Bueno Es Tenerte"       | 2021 | —               | —             | —               | México de Mi Corazón, Vol. 2 | - Recording Industry Association of America (RIAA): Gold |

### Collaborazioni
| Anno | Singolo                                                                | Massima posizione in classifica | Massima posizione in classifica | Massima posizione in classifica | Massima posizione in classifica | Massima posizione in classifica | Album                |
| Anno | Singolo                                                                | Hot Latin Songs                 | Latin Pop Airplay               | Latin Tropical Airplay          | Messico                         | Spagna                          | Album                |
| ---- | ---------------------------------------------------------------------- | ------------------------------- | ------------------------------- | ------------------------------- | ------------------------------- | ------------------------------- | -------------------- |
| 2008 | "No" (Ednita Nazario featuring Natalia Jiménez)                        | —                               | 22                              | —                               | —                               | —                               | Real                 |
| 2010 | "Lo Mejor De Mi Vida Eres Tu" (Ricky Martin featuring Natalia Jiménez) | 1                               | 1                               | 28                              | 3                               | 27                              | Música + alma + sexo |
| 2013 | "La Noche De Los Dos" (Daddy Yankee featuring Natalia Jiménez)         | 19                              | 6                               | 19                              | —                               | —                               | Prestige             |

## Vita personale
Natalia Jiménez nacque il 29 dicembre 1981 a Madrid da padre spagnolo e madre portoghese, entrambi musicisti.
Nel 2009, la cantante avrebbe dovuto sposarsi con il proprio fidanzato, l'imprenditore Antonio Alcol. Il matrimonio venne però annullato e la coppia si sciolse.
Nel 2016, Jiménez annunciò a sorpresa il matrimonio con l'uomo che era da tempo il suo fidanzato e manager, Daniel Trueba. I due hanno una figlia, nata il 21 ottobre del 2016. L'8 gennaio 2021, dichiarò che avrebbe divorziato da Trueba e che i due erano separati da alcuni mesi. Vive tra Miami (Florida) e Città del Messico, con frequenti visite alla propria famiglia a Madrid.